# Marliens
Marliens est une commune française située dans le département de la Côte-d'Or en région Bourgogne-Franche-Comté.

## Géographie

### Situation et description
Marliens est situé à égale distance de deux voies de communication, la route nationale 5 qui passe à Genlis à 5 kilomètres et la route départementale 968 à Longecourt-en-Plaine à 3 kilomètres. Genlis est par ailleurs traversé par la Norges et Longecourt est situé sur le canal de Bourgogne. D'autre part, chacune de ces localités est également desservies par le chemin de fer.
Marliens se trouve au centre de cette configuration, limitée au nord-ouest par la plaine de Rouvres et au sud par la colline de Tart-le-Haut, seul accident géographique dans cette platitude.
La situation du village est dès lors privilégiée, enclavée au centre de son territoire, autour duquel sont tracées de bonnes voies de communication.
À l'est de ses limites s'ajoute la voie romaine rectiligne de Tart-le-Haut à Dijon, plus spécialement visible à Fauverney.

### Climat
Pour des articles plus généraux, voir Climat de la Bourgogne-Franche-Comté et Climat de la Côte-d'Or.
En 2010, le climat de la commune est de type climat océanique dégradé des plaines du Centre et du Nord, selon une étude du Centre national de la recherche scientifique s'appuyant sur une série de données couvrant la période 1971-2000. En 2020, Météo-France publie une typologie des climats de la France métropolitaine dans laquelle la commune est dans une zone de transition entre le climat océanique altéré et le climat océanique altéré et est dans la région climatique  Bourgogne, vallée de la Saône, caractérisée par un bon ensoleillement (1 900 h/an), un été chaud (18,5 °C), un air sec au printemps et en été et des vents faibles. 
Pour la période 1971-2000, la température annuelle moyenne est de 10,9 °C, avec une amplitude thermique annuelle de 17,9 °C. Le cumul annuel moyen de précipitations est de 801 mm, avec 11 jours de précipitations en janvier et 7,6 jours en juillet. Pour la période 1991-2020, la température moyenne annuelle observée sur la station météorologique de Météo-France la plus proche, « Dijon-Longvic », sur la commune d'Ouges à 10 km à vol d'oiseau, est de 11,4 °C et le cumul annuel moyen de précipitations est de 743,4 mm,. Pour l'avenir, les paramètres climatiques de la commune estimés pour 2050 selon différents scénarios d'émission de gaz à effet de serre sont consultables sur un site dédié publié par Météo-France en novembre 2022.

### Hydrographie
Une rivière, la Biètre, de 17, 2 km prend sa source dans les frondaisons du château, longe le Colombier, traverse le village. Des résurgences ainsi que l'Oucherotte la grossissent tout au long de son cours jusqu'à Saint-Usage où elle se jette dans la Vouge, affluent en rive droute de la Saône.

## Urbanisme

### Typologie
Au 1er janvier 2024, Marliens est catégorisée bourg rural, selon la nouvelle grille communale de densité à 7 niveaux définie par l'Insee en 2022.
Elle est située hors unité urbaine. Par ailleurs la commune fait partie de l'aire d'attraction de Dijon, dont elle est une commune de la couronne,. Cette aire, qui regroupe 333 communes, est catégorisée dans les aires de 200 000 à moins de 700 000 habitants,.

### Occupation des sols
L'occupation des sols de la commune, telle qu'elle ressort de la base de données européenne d’occupation biophysique des sols Corine Land Cover (CLC), est marquée par l'importance des territoires agricoles (76,3 % en 2018), en diminution par rapport à 1990 (91,5 %). La répartition détaillée en 2018 est la suivante : 
terres arables (76,3 %), zones urbanisées (10,3 %), mines, décharges et chantiers (7,6 %), eaux continentales (5,7 %). L'évolution de l’occupation des sols de la commune et de ses infrastructures peut être observée sur les différentes représentations cartographiques du territoire : la carte de Cassini (XVIIIe siècle), la carte d'état-major (1820-1866) et les cartes ou photos aériennes de l'IGN pour la période actuelle (1950 à aujourd'hui).

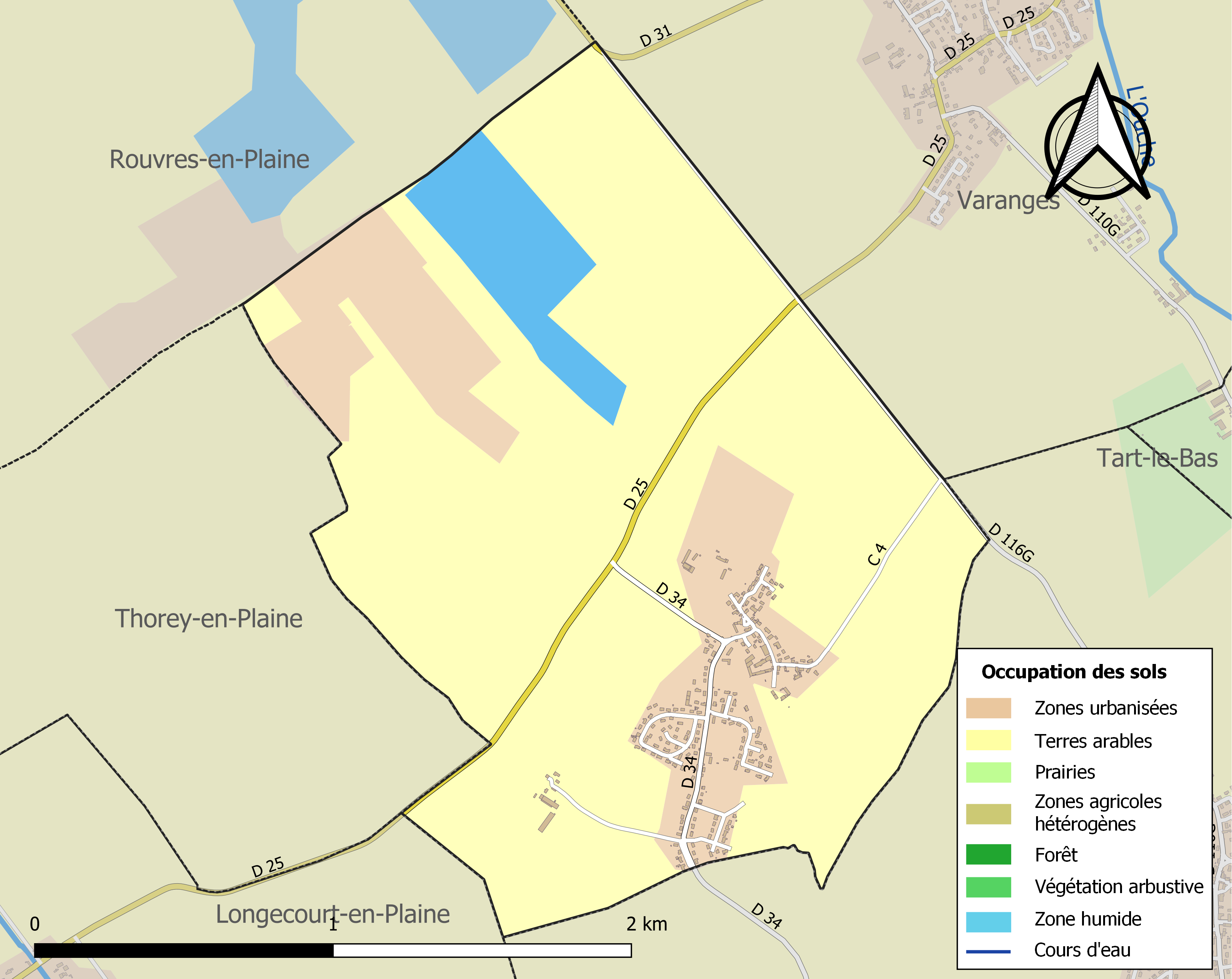
Carte des infrastructures et de l'occupation des sols de la commune en 2018 (CLC).

## Toponymie
À l'origine, Marlyns.
En 1141, selon le cartulaire de Saint-Étienne, on relève Maillens.
En 1787, comme en témoigne le bail à ferme contracté le 5 mai 1787 par Claude-Marie Bouhier, on remarque Marlien.

## Histoire

### Préhistoire
Une fouille archéologique préventive menée par l'INRAP a permis de découvrir un site préhistorique qui fut occupé du Néolithique jusqu'au premier âge du Fer. L'occupation la plus ancienne correspond à un site totalement unique en son genre constitué de trois enclos imbriqués avec au centre un enclos circulaire de 11 m de diamètre auquel sont accolés, côté nord un enclos en forme de fer à cheval de 8 m de long, et, côté sud un enclos ouvert. les trois enclos ont été édifiés à la même époque. Les deux enclos latéraux comportaient une palissade. Le matériel archéologique découvert comprend des silex taillés, des pointes de flèches en silex, deux brassards d'archer, un briquet en silex et un poignard en alliage cuivreux. Entre 1500 av. J.-C. et 1300 av. J.-C., une nécropole couvrant une surface de 6 000 m2 a été implantée sur le site. Une seconde nécropole, d'environ 100 m2, a été installée à environ 400 m de la première au premier âge du fer. Elle comporte six tombes à incinération avec urnes à couvercle.

### Antiquité
La voie édifiée par les Romains, qui va de Tart-le-Haut à Dijon, appelée Voie Romaine, ou Les Romains, marque la délimitation du territoire avec Varanges. La proximité de cette voie a favorisé la découverte, au centre du village ancien, de pièces de bronze à l'effigie de la princesse Fausta, épouse de Constantin Ier, empereur romain et de pointes de lance en fer aux Gravières.

### Moyen Âge et Temps modernes
À Marliens, tout ou presque appartient au duc de Bourgogne ou à l'un des seigneurs sous sa tutelle. Le seigneur avait tous les droits, les fermiers avaient des devoirs.

### Révolution française
L'époque révolutionnaire passa sans trop de conséquences. À noter toutefois en 1790, madame de Marliens, veuve Fleutelot, privilégiée dans le rôle des contributions pour « 54 journaux et 26 soitures ».

### Époque contemporaine
Le 11 mai 1967, dans un champ de trèfles au lieu-dit Terraillot, d'étranges traces en forme d'étoile, difficilement explicables ont mis en émoi de nombreux médias, évoquant un événement ufologique,. Les autorités ont été prévenues par Émile Maillote, cultivateur et maire de la commune.
L'ouvrage de Bruno Fulgini, Atlas des zones extraterrestres, publié aux éditions Arthaud 2017, évoque cet incident sous le titre « L'Étoile de Marliens » dans les pages 38 et 39 en évoquant le rapport entre cette apparition et le blason de la commune.

## Politique et administration

### Liste des maires
| Période                                  | Période  | Identité             | Étiquette | Qualité |
| ---------------------------------------- | -------- | -------------------- | --------- | ------- |
| 1983                                     | en cours | M. Camille Maillotte |           |         |
| Les données manquantes sont à compléter. |          |                      |           |         |

## Population et société

### Démographie
L'évolution du nombre d'habitants est connue à travers les recensements de la population effectués dans la commune depuis 1793. Pour les communes de moins de 10 000 habitants, une enquête de recensement portant sur toute la population est réalisée tous les cinq ans, les populations de référence des années intermédiaires étant quant à elles estimées par interpolation ou extrapolation. Pour la commune, le premier recensement exhaustif entrant dans le cadre du nouveau dispositif a été réalisé en 2005.

En 2022, la commune comptait 614 habitants, en évolution de +6,04 % par rapport à 2016 (Côte-d'Or : +0,82 %, France hors Mayotte : +2,11 %).
| 1793 | 1800 | 1806 | 1821 | 1831 | 1836 | 1841 | 1846 | 1851 |
| ---- | ---- | ---- | ---- | ---- | ---- | ---- | ---- | ---- |
| 170  | 186  | 199  | 193  | 221  | 220  | 234  | 225  | 226  |

| 1856 | 1861 | 1866 | 1872 | 1876 | 1881 | 1886 | 1891 | 1896 |
| ---- | ---- | ---- | ---- | ---- | ---- | ---- | ---- | ---- |
| 223  | 241  | 250  | 205  | 216  | 186  | 172  | 149  | 140  |

| 1901 | 1906 | 1911 | 1921 | 1926 | 1931 | 1936 | 1946 | 1954 |
| ---- | ---- | ---- | ---- | ---- | ---- | ---- | ---- | ---- |
| 128  | 140  | 135  | 100  | 93   | 88   | 91   | 106  | 107  |

| 1962 | 1968 | 1975 | 1982 | 1990 | 1999 | 2005 | 2006 | 2010 |
| ---- | ---- | ---- | ---- | ---- | ---- | ---- | ---- | ---- |
| 97   | 80   | 101  | 221  | 363  | 391  | 443  | 442  | 449  |

| 2015 | 2020 | 2022 | - | - | - | - | - | - |
| ---- | ---- | ---- | - | - | - | - | - | - |
| 572  | 597  | 614  | - | - | - | - | - | - |

### Enseignement
La commune est rattachée à l'académie de Dijon.

## Culture locale et patrimoine

### Lieux et monuments

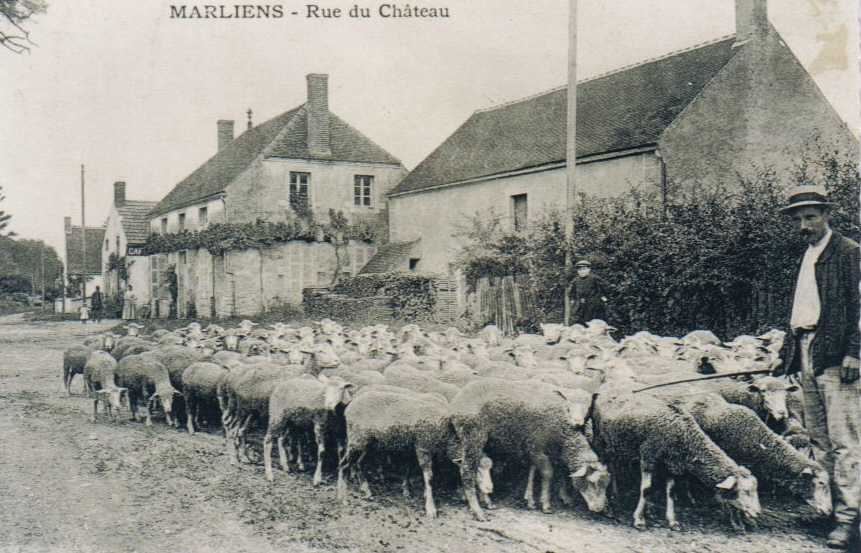
Moutons au cœur du village.

- Église de la nativité.
- Château de Marliens

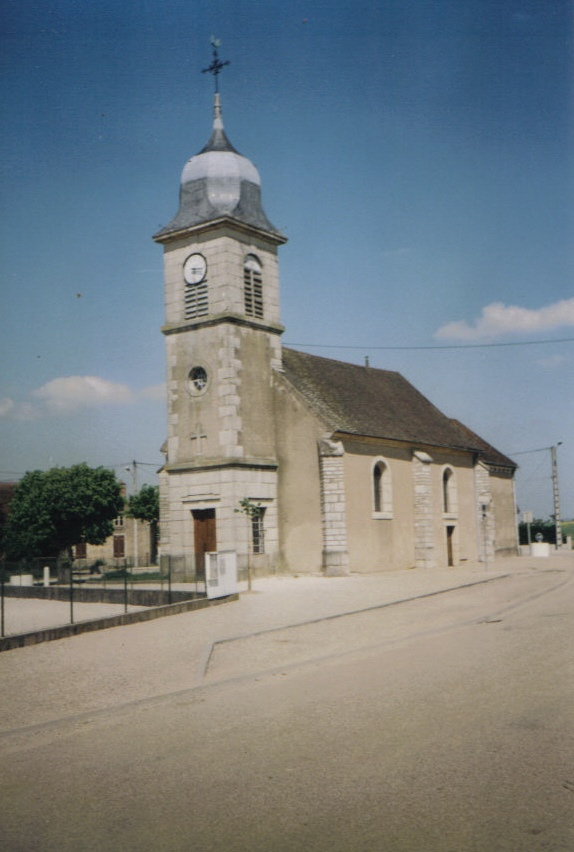
Église.
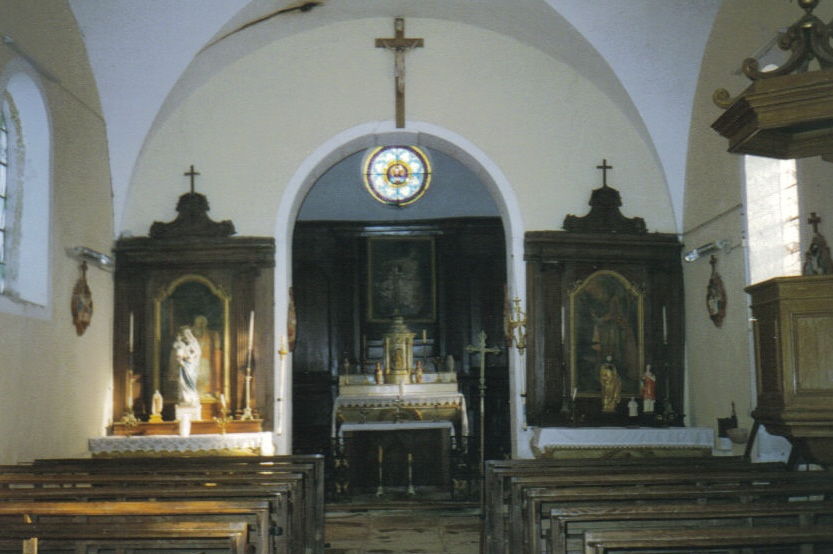
Église.
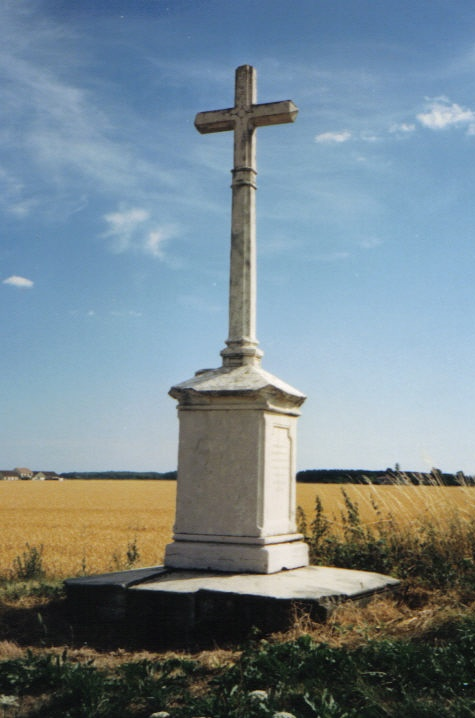
Calvaire.
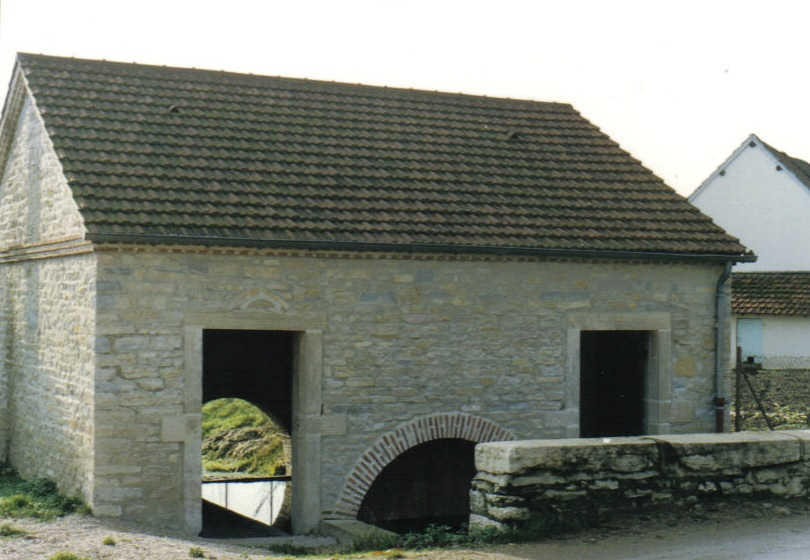
Lavoir.
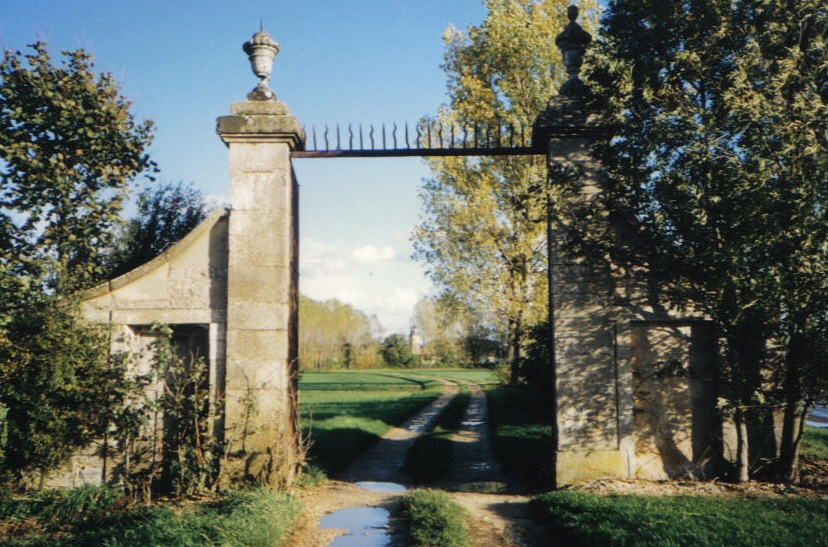
Portail du château.
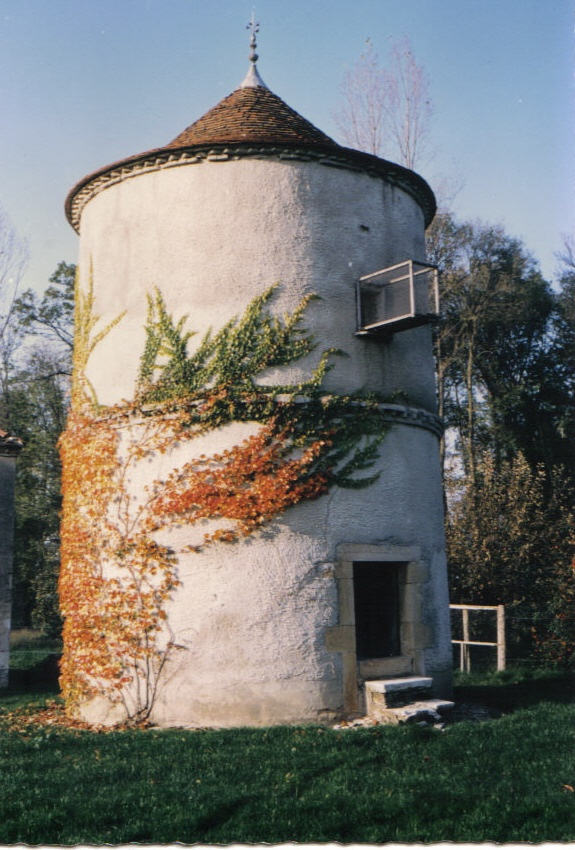
Pigeonnier du château.
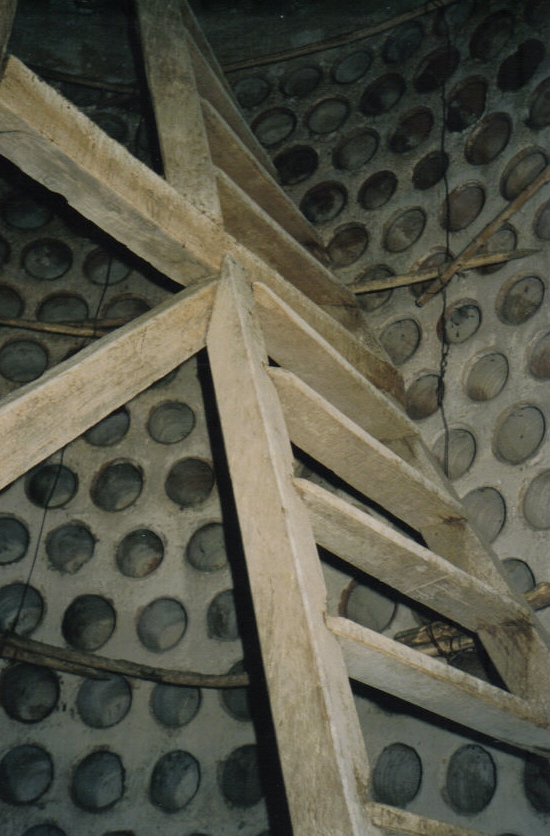
Intérieur du pigeonnier.

### Architecture locale
Les paysans habitaient d'anciennes maisons de torchis, construites en charpentes de bois remplies d'argile pétrie avec de la paille hachée. Les poutres étaient souvent apparentes. La plupart des maisons étaient couvertes de chaume remplacées, dès 1920 par des tuiles plates de pays.

### Patrimoine et tradition orales
- Langue locale :

Parallèlement à l'organisation de l'instruction, le dialecte local, dérivé des langues celte et romane, avec une prononciation très accentuée sur les « r », se développe et demeure le langage coutumier jusqu'au milieu du XXe siècle, puis disparaît devant les progrès du français.

### Personnalités liées à la commune
- Le baron de Jessé Levas, né en 1863, propriétaire du château de Marliens, et dont la généalogie aurait, selon la légende, une origine biblique et serait sortie de la lignée de Jessé.
- La maison de Jessé appartient à la vieille chevalerie de la province du Languedoc. On retrouve le nom de Jessé comme évêque d'Amiens puis ambassadeur de Charlemagne ; parmi les compagnons de Guillaume le Conquérant, Pierre de Jessé, surnommé le cavalier, combattit sous Bertrand Du Guesclin. D'autres Jessé s'illustrèrent dans de nombreux corps d'armées. Joseph-Henri de Jessé fut président de l'Assemblée constituante, Antoine de Jessé-Charleval fut maire de Marseille.

### Héraldique
| Blason | Blasonnement : D'argent à la fasce de gueules chargée d'un soleil non figuré d'or, accompagnée de trois trèfles de sinople, 2 et 1. Commentaires : Le blason de Marliens tire son origine de celui des Fleutelot de Marliens, seigneurs du lieu au XVIIIe siècle. Les symboles entrant dans la composition ont été légèrement modifiés. |

| Blason | Blasonnement : D'argent à la fasce de gueules chargée d'un soleil non figuré d'or, accompagnée de trois trèfles de sinople, 2 et 1, soutenu de 2 épis de blé d'or. |